# Lípy nad Malou farářkou
Lípy nad Malou farářkou (vyhlášené jako Lípa nad Malou farářkou 1 a Lípa nad Malou farářkou 2) jsou památné stromy v Sušici. Dvě lípy malolisté (Tilia cordata) rostou u křížku na svahu nad bývalými kasárnami. Jejich kmeny mají obvod 324 a 315 cm, koruny dosahují do výšky 28 m (měření 2003). Lípy jsou chráněny od roku 2003 pro svůj vzrůst, jako krajinná dominanta a součást památky.

## Stromy v okolí
- Lípy u Lurdské kaple
- Dub letní v Podmoklech
- Lípa v lesoparku Luh